# 김학준 (1943년)
김학준(金學俊, 1943년 1월 28일~ 은 대한민국의 정치학자, 언론인, 정치인이다.
만주국 봉천시에서 태어났다. 1965년 조선일보 정치부 기자로 출발하면서 언론인의 생활을 시작하였고 정치학자이자 언론인으로 제12대 국회의원을 지냈다. 단국대학교 이사장과 인천대학교 총장, 동아일보사 사장 및 회장 등을 역임했으며 한국과학기술원(KAIST) 문화과학대학 김보정 석좌교수 
, 단국대학교 석좌교수를 지냈고, 한국정치학회 회장, 국제언론인협회(IPI) 한국위원회 이사를 거쳐 2011년 6월 30일 아시아 기자 협회의 이사장으로 선출되었다. 2012년 9월 이후 동북아역사재단 이사장으로 활약하고 있다.

## 학력
- 제물포고등학교
- 서울대학교 정치학 학사
- 서울대학교 대학원 정치학 석사
- 켄트주립대학교대학원 정치학 석사
- 피츠버그대학교 대학원 정치학 박사

## 수상
- 한국정치학회 학술상
- 체육훈장 거상장
- 황조근정훈장

## 저서
- 『가인 김병로 평전』 민음사(2001)
- 『북한의 역사』 전 2권(서울대학교출판부, 2008)
- 『매헌 윤봉길』(항일 불꽃으로 산화한)(동아일보사, 2008)
- 『독도연구』 (동북아역사재단, 2010)
- 『서양인들이 관찰한 후기 조선』(서강대학교 출판부, 2010)
- 『구한말의 서양정치학 수용 연구, 유길준·안국선·이승만을 중심으로』(서울대학교출판문화원, 2012)
- 『두산 이동화 평전, 한국에서 민주사회주의운동을 개척한 정치학자의 이념과 실천』(단국대학교 출판부, 2012)
- 『민족통일론의 전개』 (형성신서 10, 형성사, 1986)
- 『공삼 민병태 교수의 정치학』 (해방 이후 한국에서 정치학이 소생-성장-발전한 과정의 맥락에서, 서울대학교출판문화원, 2013)
- 『혁명가들, 마르크스에서 시진핑까지 세계 공산주의자들의 삶과 죽음』(문학과지성사, 2013)
- 『현대 러시아의 해부』 동북아역사재단(2014)

## 역대 선거 결과
| 실시년도 | 선거   | 대수 | 직책     | 선거구 | 정당       | 득표수      | 득표율          | 순위        | 당락 | 비고 |
| -------- | ------ | ---- | -------- | ------ | ---------- | ----------- | --------------- | ----------- | ---- | ---- |
| 1985년   | 총선   | 12대 | 국회의원 | 전국구 | 민주정의당 | 7,040,477표 | \| \| 35.24% \| | 전국구 49번 |      | 초선 |
|          | 35.24% |      |          |        |            |             |                 |             |      |      |

## 같이 보기
- 아시아 기자 협회
- 동북아역사재단